# Cenzura în România comunistă
Cenzura comunistă în România a avut loc în timpul Republicii Socialiste în două etape: sub primul lider comunist Gheorghe Gheorghiu-Dej (1947–1965) și al doilea și ultimul lider comunist, președintele Nicolae Ceaușescu (1965–1989).

## Înainte de al Doilea Război Mondial
Partidul Comunist Român (PCR) nu era nici măcar popular pe atunci și, prin urmare, societatea românească nu era foarte cenzurată sub democrație înainte de al Doilea Război Mondial. Până la începutul războiului, România avea tendința de a se apropia de țările vest-europene; economia ei era una de piață liberă, oamenii aveau acces la o mulțime de cărți din întreaga lume, se putea călători liber, exista un sistem de educație aprofundat și o literatură proprie. România avea propria infrastructură socială și oamenii aveau libertate într-o oarecare măsură.
Partidul Comunist Român nu a avut nicio modalitate de a obține sprijin popular în contextul în care Uniunea Sovietică era văzută ca un vecin ostil până la sfârșitul celui de al Doilea Război Mondial. Întrucât majoritatea populației române se ocupa predominant în agricultură, nu exista o clasă muncitoare indigenă puternică în care Partidul Comunist să-și fi putut forma o bază de sprijin.

## Guvernul Groza (1945–1947)
Petru Groza a devenit prim-ministru în 1945, sub ocupația sovietică, iar guvernul său a început să introducă comunismul in România. Comitetele cetățenești s-au format pentru a asista poliția și, prin urmare, era justificat ca aceste comitete și poliția să verifice în mod aleatoriu documentele oamenilor de pe stradă, să percheziționeze casele oamenilor fără nicio notificare și să inspecteze refugiați suspecți sau ofițeri sovietici. De asemenea, a existat o represiune violentă larg răspândită și o comunizare bruscă a țării în România în contextul sfârșitului celui de al Doilea Război Mondial. Susținătorii regimului comunist au etichetat grupurile de oponenți drept fasciști, criminali sau componente antinaționale sub interesele occidentale și i-au învinuit pe acești oponenți pentru destabilizarea țării. Groza însuși le-a spus jurnaliștilor britanici în 1945 că aproximativ 90.000 de români au fost arestați în două luni imediat după ce a preluat puterea. Groza a încercat, de asemenea, să scape de obstacolul final pentru a completa dominația sovietică asupra României: răsturnarea Regatului României condus de regele Mihai. În ultima jumătate a anului 1947, regele Mihai era încă pe tron, în timp ce sovieticii aveau din ce în ce mai multă putere asupra economiei românești. Deși România dinainte de război prezenta multe caracteristici ale unei democrații, cum ar fi o constituție, un parlament, partide politice etc., țara era încă oligarhică politic. Regele Mihai a refuzat continuu să abdice de la tron, dar Groza l-a amenințat cu războiul civil. Mihai a vrut să evite vărsarea de sânge și a cedat la 30 decembrie 1947, iar în aceeași zi a fost proclamată Republica Populară Română. 

## Sub Gheorghe Gheorghiu-Dej (1947–1965)
Odată cu anunțul Republicii Populare Române, Gheorghe Gheorghiu-Dej, secretar general al PCR, a devenit liderul regimului, iar politicienii comuniști, inclusiv el însuși, aspirau la înființarea unei fundații de stat totalitar. Primul pas, la 8 februarie 1948, România și Uniunea Sovietică au semnat „Tratatul de prietenie, cooperare și asistență reciprocă”. După semnarea tratatului, Uniunea Sovietică a devenit o putere mai influentă pe teritoriul României, iar Dej a executat fără comentariu toate măsurile totalitare impuse de Rusia Sovietică. Odată cu răspândirea comunismului în România (susținută de Uniunea Sovietică), toate sectoarele politice, economice și culturale ale societății românești au fost supuse unui control strict.
Când vine vorba de sectorul cultural, regimul comunist din România a folosit adesea propaganda partidului-stat pentru a șterge toate simbolurile și artifactele din epoca pre-comunistă care ar fi putut rămâne în mintea oamenilor. Activiștii partidului comunist au început controlul artelor „pentru a elimina și șterge toate urmele configurației anterioare” și pentru a demonta modelul instituțional anterior. Guvernul comunist român nu numai că a scăpat de toate instituțiile și moștenirile de artă anterioare care au fost fondate în era precomunistă, dar a eliminat fizic mulți actori, muzicieni, pictori etc. Pe măsură ce România urmărea modelul sovietic al procesului de comunizare, autorități au considerat de la sine înțeles să impună „represiune fizică (arestări, ucideri, epurare instituțională) și psihologică (teroare, corupție, compromis)”. Între timp, guvernul comunist român a anunțat liste cu volume interzise între anii 1944–1948, împreună cu listele scriitorilor interziși. Pentru nivelul instituțional, ultimul lucru pe care guvernul român îl dorea erau intelectualii care ar putea fi posibili insurgenți. Astfel, autoritățile guvernamentale au expulzat profesori și studenți din universități și nu i-au lăsat niciodată să revină. În același timp, „Revista Cominform” era publicată sub supravegherea Partidului Comunist, după cum era difuzată în întreaga lume, deoarece revista era publicată în multe limbi. Revista Cominform se ocupa în mod special de comunism și era folosită pentru a preda și răspândi ideologia în întreaga lume și pentru a explica ce era corect de făcut în comunism. 
În ceea ce privește sectorul politic, pentru a suprima anticomunismul și antisovietismul predominant la acea vreme, regimul comunist a implementat multe cenzuri peste tot în România, de exemplu, forța militară a fost mobilizată pentru a demonta mișcarea anticomunistă. Persoanele implicate în mișcări de rezistență au fost vânate de autorități și de obicei încarcerate. Au existat persecuții religioase în România, mai ales în privința Bisericii Române Unite cu Roma, Greco-Catolică. Pe măsură ce România a devenit parte a blocului comunist după cel de-al Doilea Război Mondial, Partidul Comunist Român a considerat religia ca o rămășiță burgheză, ce putea deruta oamenii cu privire la ideologia țării. Cu toate acestea, Partidul Comunist Român a dorit încă să păstreze bisericile, deoarece partidul credea că religia putea fi folosită pentru a mobiliza oamenii și, astfel, pentru a atinge obiectivele socioeconomice și politice ale partidului. În comunism, biserica și partidul comunist au încheiat un pact: partidul nu va reprima biserica în schimbul sprijinului necondiționat al acesteia. Cu toate acestea, bisericii încă nu i s-a permis să desfășoare activități educative și caritabile. A existat chiar o anchetă patrimonială făcută de autorități care susține că unii oameni au fost pedepsiți pentru ceea ce au făcut strămoșii sau rudele lor. Oamenii puteau fi închiși doar pentru că au rude în străinătate sau au făcut o glumă împotriva comunismului. În plus, guvernul român a limitat numărul de americani care puteau să rămână în țară. Deși România de atunci avea unii diplomați sau politicieni americani pe teritoriul său, mișcările acelor americani erau sever restricționate de guvernul român. Diplomaților străini nu li s-a permis să călătorească prin țară fără permisiunea specială sau să se apropie de coasta Mării Negre. Guvernul român a hărțuit fără milă persoanele care aveau contact cu delegații americani. O persoană anchetată, parte a personalului local de la o ambasadă, injectându-i o supradoză pentotal de sodiu („serul adevărului”), ca o pedeapsă pentru că a fost asociat cu legațiile americane. 
În ce privește sectorul economic, Uniunea Sovietică a preluat controlul asupra economiei României prin crearea a aproximativ 20–22 de companii mixte sovieto-române (SovRom), inclusiv compania aeriană, fabricile siderurgice, compania de asigurări, transportul rutier, porturile etc. Sovieticii de la acea vreme păreau să domine pe deplin zona est-europeană.
Practic, fiecare document publicat, fie el un articol de ziar sau o carte, trebuia să treacă aprobarea cenzorului. Strictețea cenzurii a variat în timp, cea mai strânsă fiind în epoca stalinistă a anilor 1950 și cea mai slabă din perioada timpurie a guvernării lui Nicolae Ceaușescu, perioadă încheiată cu Tezele din iulie.
Scopul aparatului de cenzură a fost de a subordona toate aspectele culturii românești (inclusiv literatura, istoria, arta și filosofia) ideologiei Partidului Comunist. Toate trăsăturile culturii românești au fost reinterpretate conform ideologiei regimului, iar orice alte interpretări au fost interzise ca forme de „decadență burgheză”.

## Sub Nicolae Ceaușescu (1965–1989)
Sub regimul comunist român al lui Ceaușescu, materialul propagandist era singura informație disponibilă publicului din toată țara și chiar și acest material propagandist (răspândit mai ales prin intermediul televiziunii naționale și al ziarelor partidului) era controlat de regim prin metodele sale de sancționare. Întrucât mobilizarea populației prin materiale scrise era aproape imposibilă, informațiile neoficiale circulau prin viu grai. Multe filme, muzică și cărți străine au fost, de asemenea, interzise. În același timp, Nicolae Ceaușescu a terorizat populația obligând-o să vadă portretizarea lui și a soției sale peste tot. „De la sălile de clasă de la grădiniță până la birourile oficiale, zidurile fiecărei instituții din fiecare colț al țării trebuiau împodobite cu fotografii ale cuplului”.  Ceaușescu a distrus intenționat intimitatea individuală.  De la mijlocul anilor 80, datorită politicii de austeritate impuse de Ceaușescu, românii aveau acces limitat la electricitate, căldură și apă, iar alimentele erau rare.

## Din 1990
Din 1990 cenzura de stat nu există oficial în România și încercările organizațiilor de stat au fost doar minore. Singura acțiune de stat de înalt nivel a fost în scandalul Armagedon, când un cetățean a fost arestat pentru rapoarte prin e-mail care au fost văzute ca dăunătoare imaginii primului ministru Adrian Năstase.  Acuzația oficială era de răspândea de informații false, dar acuzațiile au fost retrase.